# I'm Only Joking
I'm Only Joking è un singolo del gruppo musicale sudafricano Kongos, primo estratto dall'album Lunatic, pubblicato nel 2011.
Il brano è stato composto da Dylan e Jesse Kongos, quest'ultimo anche autore del testo.

## Tracce
1. I'm Only Joking – 3:44 (testo: Jesse Kongos – musica: Dylan Kongos, Jesse Kongos)

Versione sudafricana (Tokoloshe Records)
1. I'm Only Joking – 3:44 (testo: Jesse Kongos – musica: Dylan Kongos, Jesse Kongos)
2. I'm Only Joking (Z.O.W. remix) – 4:55 (testo: Jesse Kongos – musica: Dylan Kongos, Jesse Kongos)

## Formazione
- Jesse Kongos - voce, batteria, percussioni
- Dylan Kongos - basso elettrico, voce
- Johnny Kongos - sintetizzatori, fisarmonica, cori
- Daniel Kongos - chitarra, cori

## Classifiche
| Classifica            | Posizione massima |
| --------------------- | ----------------- |
| Canada                | 20                |
| Alternative Songs     | 11                |
| Mainstream Rock Songs | 28                |
| Hot Rock Songs        | 24                |